# تشيكا أنزاي
تشيكا أنزاي (باليابانية: 安済 知佳) مواليد 22 ديسمبر 1990 في فوكوي، اليابان، هي مؤدية أصوات يابانية بدأت نشاطها عام 2009.

## الأعمال

### مسلسلات أنمي تلفزيونية
- محققو الحيوانات
- سيتوكاي ياكويندومو - ناناكو أوميبي
- القناص
- هجوم العمالقة - مينا كولوراينا
- كوزو نو هونكاي - ياسوراوكا هانابي
- صوت! يوفونيوم - رينا كوساكا
- تاكونومي - ناو كيرياما
- تشايكا أميرة التابوت - تشايكا تورابانتو
- غراند بلو - تشيسا كوتيغاوا
- ساكورا كوست - ماكي ميدوريكاوا

### أفلام أنمي
- ليز آند ذا بلو بيرد - رينا كوساكا

## روابط خارجية
- تشيكا أنزاي على موقع IMDb (الإنجليزية)
- تشيكا أنزاي على موقع ميوزك برينز (الإنجليزية)
- تشيكا أنزاي على موقع ديسكوغز (الإنجليزية)
- تشيكا أنزاي على موقع قاعدة بيانات الفيلم (الإنجليزية)
- تشيكا أنزاي على موقع كينوبويسك (الروسية)
- تشيكا أنزاي على موقع ANN person (الإنجليزية)